# David Niven
James David Graham Niven, född 1 mars 1910 i London, död 29 juli 1983 i Château-d'Oex, Vaud, Schweiz, var en brittisk skådespelare och författare. Niven filmdebuterade 1932 och spelade mellan 1933 och 1935 flera småroller i olika filmer, däribland i Myteri (1935). Han blev uppmärksammad och fick större roller i filmer som Spitfire (1942), Störst är kärleken (1946), Ängel på prov (1947), Vad mannen begär (1948), vilka alla fick positiv kritik. Niven  medverkade senare bland annat i Den gäckande nejlikan (1950), Flödande toner (1950), Härligt förälskad (1951), I kväll smäller det (1954) och Fallet Carrington (1955) innan han gjorde succé i rollen som Phileas Fogg i Michael Todds filmatisering av Jorden runt på 80 dagar (1956). Niven erhöll en Oscar för bästa manliga huvudroll för sin insats i Vid skilda bord (1958). David Niven medverkade i nästan hundra filmer och ett antal tv-produktioner. 1982 medverkade han i Blake Edwards sista "Rosa pantern"-filmer, Jakten på Rosa pantern och Rosa panterns förbannelse, där han repriserade rollen som Sir Charles Lytton som han spelat redan i den första filmen 1963.

## Biografi
David Nivens far, William Edward Graham Niven, gick bort redan år 1915, och hans mor gifte om sig. Han gick i en fin privatskola i Stowe, Buckinghamshire, och därefter påbörjade han sin militära karriär genom att gå några år på militärskolan Royal Military Academy i Sandhurst. Detta gjorde att Niven med fog kunde kalla sig en officer och en gentleman, vilket var något han utstrålade i alla sina filmer. Han tjänstgjorde på Malta under två år.
Efter att ha bott på olika platser i Europa under några år kom David Niven till Hollywood 1930, där han började arbeta som statist, hans första film var There Goes the Bride 1932. Nivens rykte växte och han fick snart större roller, bland annat i Myteri och Barbarkusten, båda 1935.
När andra världskriget utbröt 1939 tog David Niven åter tjänst i den brittiska armén, och deltog bland annat i landstigningen i Normandie 1944. När kriget var slut reste Niven ofta mellan England och USA, och fortsatte att spela in filmer. 
David Niven fick bra kritik för de memoarer han skrev, Månen är en ballong och Kör fram de tomma hästarna. Han skrev även romanerna Gå sakta – kom tillbaka fort samt Brokig gloria.
Som kuriosa kan nämnas att Rosa pantern-filmerna från början var tänkta att kretsa kring Nivens mästertjuv, men att Peter Sellers blev den som stal uppmärksamheten. 
Niven spelade också med i tv-serien Svindlande affärer 1964–1965.

### Privatliv
David Niven var 1940–1946 gift med skådespelaren Primula Rollo (1918–1946) och från 1948 fram till sin död med den svenska fotomodellen Hjördis Genberg (1919–1997), i hennes andra gifte. Han hade två barn med Rollo och adopterade ytterligare två tillsammans med Genberg.

## Filmografi i urval
- 1934 – Cleopatra
- 1935 – Myteri
- 1935 – Barbarkusten
- 1936 – Thank You, Jeeves!
- 1936 – Varför byta männen hustru?
- 1936 – De tappra 600
- 1937 – Fången på Zenda
- 1938 – Blåskäggs åttonde hustru
- 1938 – Nattens eskader
- 1939 – Svindlande höjder
- 1939 – Ungkarlsmamman
- 1942 – Spitfire
- 1944 – Ödets män
- 1946 – Störst är kärleken
- 1947 – Ängel på prov
- 1948 – Vad mannen begär
- 1950 – Den gäckande nejlikan
- 1950 – Flödande toner
- 1951 – Härligt förälskad
- 1953 – Patty
- 1954 – I kväll smäller det
- 1955 – Fallet Carrington
- 1956 – Jorden runt på 80 dagar
- 1956 – En flicka på kroken
- 1958 – Vid skilda bord
- 1958 – Ett moln på min himmel
- 1960 – Handen på hjärtat
- 1961 – Kanonerna på Navarone
- 1962 – Vägen till Hongkong
- 1963 – Den rosa pantern
- 1963 – 55 dagar i Peking
- 1964 – Herre på täppan
- 1967 – Casino Royale
- 1967 – Det djävulska ögat
- 1969 – Den fantastiske Brain
- 1976 – Släpp deckarna loss, det är mord
- 1976 – Bland bovar och banditer
- 1977 – Jakten efter guldskatten
- 1978 – Döden på Nilen
- 1979 – Flykten till Athena
- 1980 – Havets vargar
- 1982 – Jakten på rosa pantern
- 1983 – Rosa panterns förbannelse